# 이마가다이스키
〈이마가다이스키〉(今が大好き)는 2006년 9월 6일 발매된 윤하의 7번째 싱글이다. 두 곡 모두 애니메이션 장금이의 꿈에 오프닝 곡과 엔딩 곡으로 사용되었다.

## 트랙 리스트
1. 今が大好き (이마가다이스키)
2. 祈り (이노리)
3. 今が大好きー韓国語version- (이마가다이스키ー한국어version-)
4. 祈りー韓国語version- (이노리ー한국어version-)
5. 今が大好き-instrumental- (이마가다이스키-instrumental-)
6. 祈り-instrumental- (이노리-instrumental-)